# Mary Ritter Beard
Mary Ritter Beard (5 d'agost de 1876 - 14 d'agost de 1958) va ser una historiadora i arxivera nord-americana que va tenir un important rol en el moviment sufragista femení. Va ser una defensora de la justícia social a través dels seus rols educacionals i activistes pels drets de les dones. Va escriure nombrosos llibres sobre el rol de les dones en la història, incloent On Understanding Women (1931), America Through Women's Eyes (1933) i Woman As Force In History: A Study in Traditions and Realities (1946). A més va col·laborar amb el seu espòs, l'historiador Charles Beard, en diverses de les seves obres més distingides, destacant-se The Rise of American Civilization (1927).